# Religionslehrer
Religionslehrer unterrichten in Deutschland an allgemeinbildenden Schulen und Berufsschulen das Fach Religion bislang ausschließlich unter der Maßgabe christlicher (getrennt nach evangelischer und römisch-katholischer Konfession), jüdischer oder neuerdings auch orthodoxer sowie muslimischer Glaubensvorstellungen. Gelegentlich gibt es projekthafte ökumenische Kooperationen zwischen evangelischen und römisch-katholischen Unterrichtenden.
Je nach Bundesland verschieden, sind Religionslehrer in Deutschland vorwiegend staatliche Lehrer mit Religionsfakultas, die
1. beide Staatsexamina haben,
2. über die Zulassung (evang.: Vokation, kath.: missio canonica) der jeweiligen Religionsgemeinschaft verfügen.

Daneben setzt der Staat auch Beauftragte der jeweiligen Religionsgemeinschaften ein, wie z. B. für die christlichen Religionsgemeinschaften Katecheten, Religionspädagogen und (Schul-)Pfarrer, die an entsprechend kirchlichen Instituten wie Fachschulen und (Fach-)Hochschulen in Anlehnung an das staatliche Lehrerstudium, jedoch ohne offizielle staatliche Anerkennung ausgebildet worden sind.
Die jeweilige Glaubensgemeinschaft kann Zulassungen wie die Vokation oder die Missio auch wieder entziehen. Religionslehrer können sie zudem aus Gewissensgründen jederzeit zurückgeben. Im Übrigen kann kein Lehrer laut Grundgesetz gegen seinen Willen zum Religionsunterricht verpflichtet werden.
Sofern genügend staatliche Religionslehrer an einer Schule unterrichten, bilden sie dort auch nach der jeweils vertretenen Glaubensrichtung Fachkonferenzen, gegebenenfalls auch stillschweigend geduldet konfessionsübergreifend. Ansonsten finden sie ein Äquivalent für den regelmäßigen fachlichen Austausch z. B. in den jeweiligen Konventen für Katecheten und Religionspädagogen der entsprechend konfessionellen Landeskirche.
Da der Religionsunterricht in der Verantwortung der jeweiligen Glaubensgemeinschaft durchgeführt wird, haben die Religionsgemeinschaften das Recht, ihrem Religionsunterricht beizuwohnen und zu überprüfen, ob der Religionslehrer auch in Übereinstimmung mit den Grundsätzen der Glaubensgemeinschaft unterrichtet. Für die christlichen Kirchen führen Schuldekane die Fachaufsicht über die staatlichen Lehrer und bei kirchlich bestellten Lehrern neben der Fach- auch die Dienstaufsicht.
Siehe auch: Erteilung von Religionsunterricht unter Religionsunterricht in Deutschland